# Vitalij Syčëv
Vitalij Evgen'evič Syčëv (in russo Виталий Евгеньевич Сычёв?; Barnaul, 2 marzo 2000) è un calciatore russo, portiere della Torpedo Vladimir.

## Carriera

### Club
Cresciuto nel settore giovanile della Lokomotiv Mosca, nel 2018 gioca il suo primo incontro ufficiale con la squadra affiliata del Kazanka Mosca, contro il Pskov-747 in terza divisione.
Nel 2019 passa a titolo definitivo al Tambov.

### Nazionale
Ha giocato nella nazionale russa Under-18.

## Statistiche
Statistiche aggiornate al 24 aprile 2021.

### Presenze e reti nei club
| Stagione        | Squadra         | Campionato      | Campionato | Campionato | Coppe nazionali | Coppe nazionali | Coppe nazionali | Coppe continentali | Coppe continentali | Coppe continentali | Altre coppe | Altre coppe | Altre coppe | Totale | Totale | Totale |
| Stagione        | Squadra         | Comp            | Pres       | Reti       | Comp            | Pres            | Reti            | Comp               | Pres               | Reti               | Comp        | Pres        | Reti        | Pres   | Reti   |        |
| --------------- | --------------- | --------------- | ---------- | ---------- | --------------- | --------------- | --------------- | ------------------ | ------------------ | ------------------ | ----------- | ----------- | ----------- | ------ | ------ | ------ |
| 2018-2019       | Kazanka Mosca   | PPF Ligi        | 1          | -2         | CR              | 0               | 0               |                    | -                  | -                  |             | -           | -           | 1      | -2     |        |
| 2020-2021       | Tambov          | PL              | 4          | -12        | CR              | 0               | 0               |                    | -                  | -                  |             | -           | -           | 4      | -12    |        |
| Totale carriera | Totale carriera | Totale carriera | 5          | -14        |                 | 0               | 0               |                    | -                  | -                  |             | -           | -           | 5      | -14    |        |